# Hozier

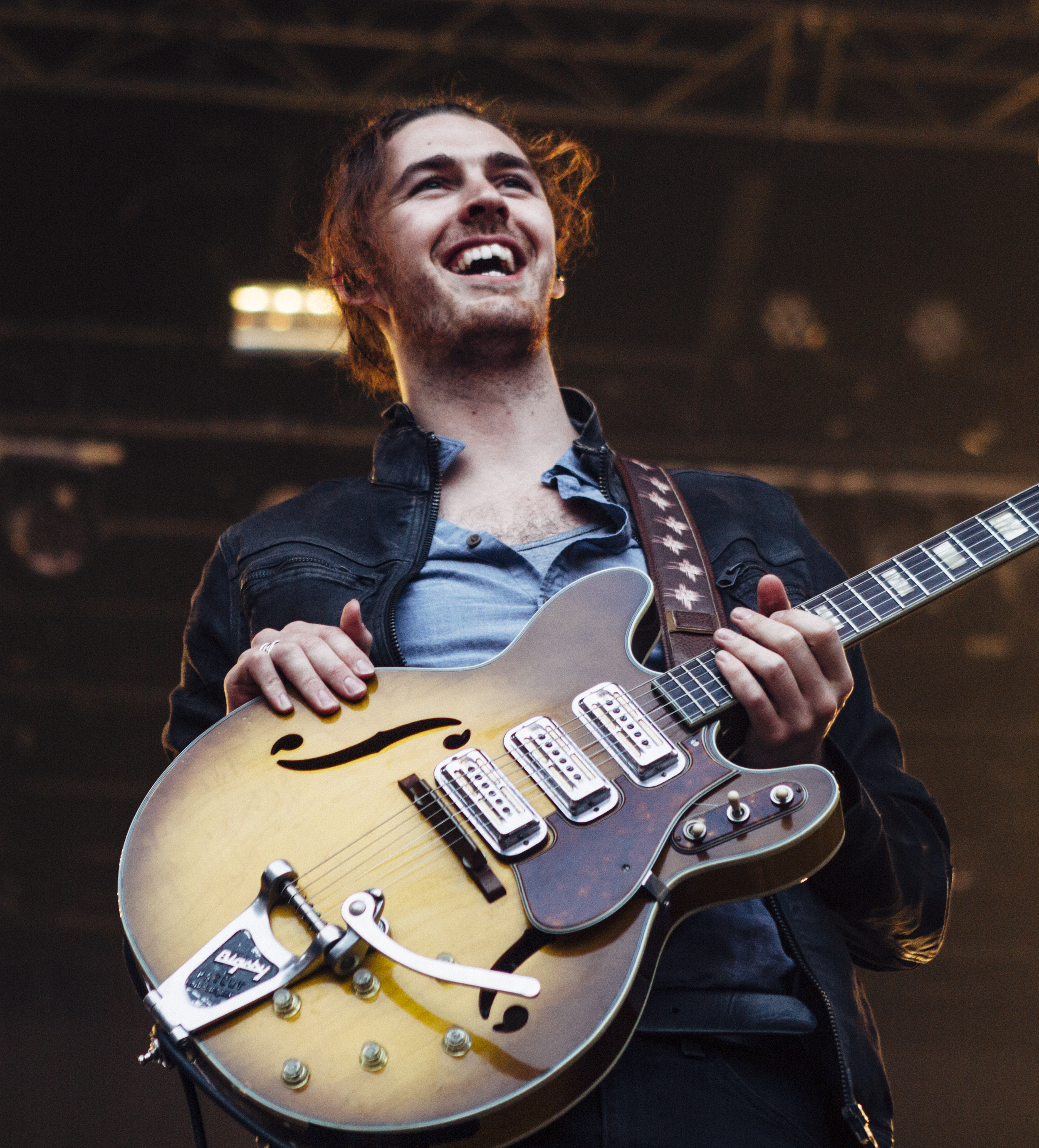
Hozier (2015)

Andrew John Hozier-Byrne ([hoʊziɚ]; * 17. März 1990 in Bray) ist ein irischer Folkrockmusiker.

## Biografie
Hozier wuchs als Sohn eines Bluesmusikers mit Musik auf und trat mit 15 Jahren seiner ersten Band bei. Nach der Schule nahm er ein Schulmusikstudium am Trinity College Dublin auf und gehörte währenddessen dem Universitätsorchester an. Wenig später brach er das Studium ab, um eigene Demos aufzunehmen. Drei Jahre lang war er danach Mitglied des international bekannten klassischen Chors Anúna, dessen Repertoire von Barockmusik über traditionelle irische Folkmusik bis zu Crossover-Pop reicht.
Im Jahr 2012 begann Hozier dann eine Solokarriere und veröffentlichte ein Jahr später seine Debütsingle Take Me to Church. Das Lied erreichte Platz 2 der irischen Singlecharts; es fand im Internet ebenfalls viel Aufmerksamkeit, auch wegen des Videos zum Song, das Homophobie filmisch in Szene setzt. Regisseur Brendan Canty nahm hier Ideen Hoziers auf, Menschenfeindlichkeit gegenüber Homosexuellen und anderen nicht der Heteronormativität entsprechenden Menschen, speziell mit Blick auf die aktuellen Entwicklungen in Russland, zu thematisieren. In Interviews mit der Irish Times wies Hozier darauf hin, dass der Song selbst sich nicht spezifisch auf homosexuelle Liebe bezieht, sondern allgemein auf (sinnliche und sexuelle) Liebe und die Verwandlung des Selbst in einer Beziehung. 2015 setzte der Balletttänzer Sergej Polunin den Song unter der Regie des US-amerikanischen Fotografen David LaChapelle tänzerisch in einem Video um.
Während er in Irland mit From Eden und Sedated im Frühjahr bzw. Sommer 2014 zwei weitere Singles veröffentlichte, die beide unter die Top 3 der Charts kamen, wurde die internationale Veröffentlichung von Take Me to Church vorbereitet. In den USA konnte sich erst die EP und später auch das Lied in den jeweiligen Charts platzieren und auch in Deutschland und vielen weiteren europäischen Ländern kam es in die Top 5. In Österreich, der Schweiz, Flandern und Schweden erreichte es Platz eins. Das nach ihm selbst benannte Debütalbum Hozier erschien in Irland am 19. September 2014. Im selben Jahr erhielt er den European Border Breakers Award.

## Diskografie
Studioalben

| Jahr | Titel Musiklabel                                          | Höchstplatzierung, Gesamtwochen, AuszeichnungChartplatzierungen (Jahr, Titel, Musiklabel, Platzierungen, Wochen, Auszeichnungen, Anmerkungen) | Höchstplatzierung, Gesamtwochen, AuszeichnungChartplatzierungen (Jahr, Titel, Musiklabel, Platzierungen, Wochen, Auszeichnungen, Anmerkungen) | Höchstplatzierung, Gesamtwochen, AuszeichnungChartplatzierungen (Jahr, Titel, Musiklabel, Platzierungen, Wochen, Auszeichnungen, Anmerkungen) | Höchstplatzierung, Gesamtwochen, AuszeichnungChartplatzierungen (Jahr, Titel, Musiklabel, Platzierungen, Wochen, Auszeichnungen, Anmerkungen) | Höchstplatzierung, Gesamtwochen, AuszeichnungChartplatzierungen (Jahr, Titel, Musiklabel, Platzierungen, Wochen, Auszeichnungen, Anmerkungen) | Höchstplatzierung, Gesamtwochen, AuszeichnungChartplatzierungen (Jahr, Titel, Musiklabel, Platzierungen, Wochen, Auszeichnungen, Anmerkungen) | Anmerkungen                                                    |
| Jahr | Titel Musiklabel                                          | DE | AT | CH | UK | US | IE | Anmerkungen                                                    |
| ---- | --------------------------------------------------------- | --- | --- | --- | --- | --- | --- | -------------------------------------------------------------- |
| 2014 | Hozier Island Records • Rubyworks Records (UMG)           | DE14 Gold · (29 Wo.)DE | AT22 Platin · (37 Wo.)AT | CH14 (65 Wo.)CH | UK3 ×3Dreifachplatin · (145 Wo.)UK | US2 ×5Fünffachplatin · (… Wo.)US | IE1 ×3Dreifachplatin · (… Wo.)IE | Erstveröffentlichung: 19. September 2014 Verkäufe: + 7.238.500 |
| 2019 | Wasteland, Baby! Island Records • Rubyworks Records (UMG) | DE15 (3 Wo.)DE | AT18 (2 Wo.)AT | CH16 (3 Wo.)CH | UK6 Gold · (7 Wo.)UK | US1 Platin · (15 Wo.)US | IE1 (101 Wo.)IE | Erstveröffentlichung: 1. März 2019 Verkäufe: + 1.235.000       |
| 2023 | Unreal Unearth Island Records • Rubyworks Records (UMG)   | DE4 (5 Wo.)DE | AT7 (3 Wo.)AT | CH5 (2 Wo.)CH | UK1 Gold · (14 Wo.)UK | US3 Platin · (22 Wo.)US | IE1 (… Wo.)IE | Erstveröffentlichung: 18. August 2023 Verkäufe: + 1.145.000    |